# Persol
Persol est une entreprise italienne basée à Agordo, dans la province de Belluno, en Vénétie et spécialisée dans les lunettes de soleil et de vue de luxe.

## Étymologie
Le nom provient de la contraction du terme italien Per il sole, qu'on peut traduire par « pour le soleil ».

## Historique

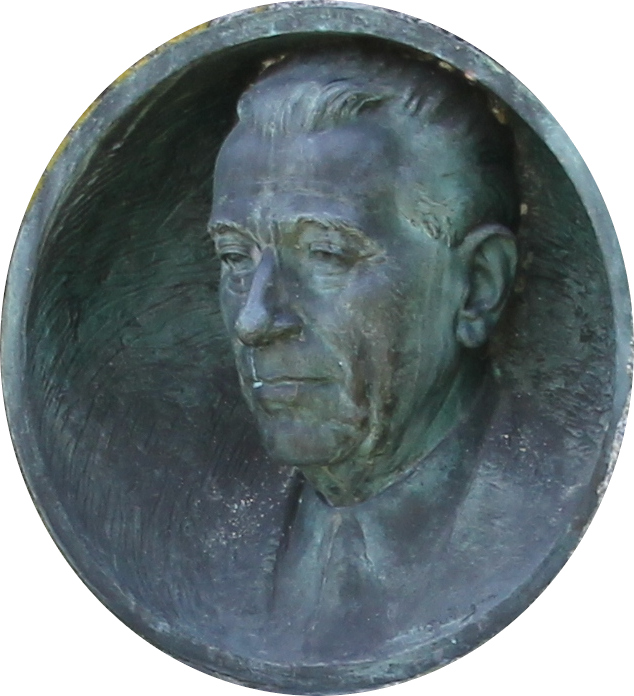
Giuseppe Ratti

La marque Persol est fondée en 1917 par Giuseppe Ratti, spécialisé à la base dans la conception de lunettes pour pilotes et conducteurs de sport automobile. C'est de cette tradition, liée au sport, que vient le prestige de la marque.
La marque s'implante aux États-Unis à partir de 1962 et, en 1991, ouvre une boutique sur Rodeo Drive à Los Angeles.
La marque appartient désormais au groupe Luxottica, après avoir été racheté en 1995.
De nombreuses personnalités ont fait connaître la marque, comme l'acteur Steve McQueen pour les modèles 714 et 649.[réf. souhaitée]